# Beaulieu (Nièvre)
Beaulieu é uma comuna francesa na região administrativa de Borgonha-Franco-Condado, no departamento de Nièvre. Estende-se por uma área de 4,95 km². Em 2010 a comuna tinha 159 habitantes (densidade: 32,1 hab./km²).
Em 1 de janeiro de 2016, incorporou ao seu território as antigas comunas de Dompierre-sur-Héry e Michaugues.